# Cupido elorea
Cupido elorea är en fjärilsart som beskrevs av Fabricius 1793. Cupido elorea ingår i släktet Cupido och familjen juvelvingar. Inga underarter finns listade i Catalogue of Life.